# Sabrodt (Tauche)
Sabrodt (niedersorbisch Zabrod) ist ein zum Ortsteil Trebatsch gehörender Wohnplatz der Gemeinde Tauche im Landkreis Oder-Spree in Brandenburg. Bis zur Eingemeindung nach Trebatsch am 1. Januar 1973 war Sabrodt eine eigenständige Gemeinde.

## Lage
Sabrodt liegt am äußersten südlichen Rand der Beeskower Platte, unmittelbar nördlich der Ortschaft Trebatsch, die Bebauung der beiden Ortschaften wird durch die Spree getrennt. Weitere umliegende Ortschaften sind Ranzig im Norden, Glowe im Nordosten, Sarkow im Osten, Rocher im Westen und Briescht im Nordwesten. Südwestlich von Sabrodt fließt der Sawaller Altarm in die Spree, zwischen Sabrodt und dem Nachbarort Glowe liegt der Glower See.
Die Bundesstraße 87 zwischen Lübben und Frankfurt (Oder) führt direkt durch den Ort.

## Geschichte
Erstmals urkundlich erwähnt wurde Sabrodt im Jahr 1490 unter der Bezeichnung Sabrot, der Ortsname leitet sich aus dem Niedersorbischen brod ab und bezeichnet eine Siedlung an einer Furt, er bezieht sich auf die Lage des Dorfes an der Spree. 1737 wurde Sabrodt ein Teil des neu gebildeten Domäneamtes Trebatsch, das der königlichen Herrschaft Wusterhausen einverleibt wurde. Lange Zeit war Sabrodt mit dem Nachbarort Trebatsch nur durch eine Fähre verbunden, erst später erfolgte die Errichtung einer Holzzugbrücke über die Spree, 1745 wurde erstmals ein Brückenzoll erhoben. 1928 wurde die Holzbrücke durch einen Stahlbetonbau ersetzt.
Während der Zugehörigkeit zum Königreich Preußen ab 1816 gehörte Sabrodt zum Kreis Beeskow-Storkow in der Provinz Brandenburg. 1874 wurde das inzwischen so bezeichnete Fideikommißamt Trebatsch aufgelöst. Zum 1. April 1938 wurden die Gemeinden Sabrodt, Sawall und Trebatsch zu der neuen Gemeinde „Leichhardt“ fusioniert, die sorbischstämmigen Ortsnamen aller drei Orte wurden dabei gestrichen. 1945 wurde die Brücke über die Spree gesprengt. Nach Kriegsende wurde die Gemeinde Leichhardt aufgelöst und alle drei Dörfer erhielten ihre ursprünglichen Ortsnamen wieder. Am 1. Juli 1950 wechselte die Gemeinde Sabrodt in den Landkreis Lübben (Spreewald).
Der Landkreis Lübben wurde am 25. Juli 1952 aufgelöst, Sabrodt gehörte fortan zum neu gegründeten Kreis Beeskow im Bezirk Frankfurt (Oder). 1956 erfolgte der Wiederaufbau der im Zweiten Weltkrieg zerstörten Spreebrücke. Am 1. Januar 1973 wurde Sabrodt zusammen mit der Gemeinde Sawall nach Trebatsch eingemeindet. Nach der Deutschen Wiedervereinigung gehörte Sabrodt bis Dezember 1993 zum Landkreis Beeskow, dieser fusionierte schließlich mit den Landkreisen Fürstenwalde und Eisenhüttenstadt zum Landkreis Oder-Spree. Am 31. Dezember 2001 wurde die Gemeinde Trebatsch mit ihren Ortsteilen nach Tauche eingemeindet.

## Einwohnerentwicklung
| Jahr | Einwohner |
| ---- | --------- |
| 1875 | 238       |
| 1910 | 192       |
| 1925 | 168       |

| Jahr | Einwohner |
| ---- | --------- |
| 1933 | 173       |
| 1939 | 210       |
| 1946 | 292       |

| Jahr | Einwohner |
| ---- | --------- |
| 1950 | 274       |
| 1964 | 280       |
| 1971 | 268       |

Gebietsstand des jeweiligen Jahres

## Persönlichkeiten
- Ludwig Leichhardt (1813–1848), Entdecker, Zoologe und Botaniker, wurde in Sabrodt geboren